# Begonia pseudoviola
Espèce
Synonymes
- Begonia subtilis Irmsch.[1]

Statut de conservation UICN

 EN A2c; B2ab(ii,iii,iv,v) : En danger
Begonia pseudoviola Gilg est une espèce de plantes de la famille des Begoniaceae, de la section Loasibegonia.
Décrite en 1904 par Ernest Friedrich Gilg, elle est endémique du Cameroun.

## Description
C'est une petite herbe à fleurs ne dépassant pas 11 cm de hauteur. Selon Gilg, elle ressemble à une violette (Viola), d'où son épithète spécifique pseudoviola.

## Distribution et habitat
On la trouve le long des cours d'eau et des routes, sur des roches humides, en forêt, à une altitude comprise entre 450 et 1 700 m.
Endémique du Cameroun, mais assez commune, l'espèce y a été observée sur une douzaine de sites dans quatre régions (Nord-Ouest, Ouest, Sud-Ouest, Littoral). Aucun de ces sites n'est protégé.  À basse altitude, la plante est menacée par la déforestation. Elle n'est pas non plus cultivée. C'est pourquoi elle est considérée comme une « espèce en danger ».